# Endecatomus reticulatus
Endecatomus reticulatus är en skalbaggsart som först beskrevs av Herbst 1793.  Endecatomus reticulatus ingår i släktet Endecatomus och familjen kapuschongbaggar. Inga underarter finns listade i Catalogue of Life.

## Bildgalleri

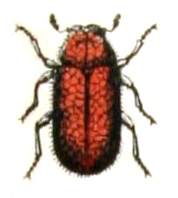